# Ware verhalen
Ware verhalen of Waargebeurde geschiedenis is een satirisch verslag van een imaginaire reis, in de 2e eeuw geschreven door de Griekse schrijver Lucianus van Samosata.
Het verhaal is een parodie op de reisverhalen in de Griekse mythologie van in die tijd. Lucianus geloofde er niet veel van en nam filosofen, geschiedschrijving en dichters op de korrel. Als titel koos hij daarom doelbewust voor Ware verhalen, maar vertelt er wel eerlijk bij dat het allemaal verzonnen is.
De ruimteslag die in het verhaal is beschreven wordt vaak gezien als het eerste sciencefiction verhaal in de literaire historie. Het verhaal inspireerde vele andere schrijvers, waaronder Rabelais, Thomas More, Erasmus, Francis Bacon, en Jonathan Swift.

## Verhaallijn
Het verhaal draait om de reis van Lucianus en anderen naar het zogenaamde contra-continent, wat ergens aan de overzijde van de oceaan moet zijn. Maar het schip belandt in een storm en wordt in zeven dagen letterlijk naar de maan geblazen. Ze ontmoeten de maankoning en zijn volk, de Selenieten. De maankoning blijkt oorlog te voeren tegen de zonkoning, want ze willen beiden de planeet Venus. Het zonneleger heeft echter bondgenoten in het heelal en is daardoor veel sterker dan het maanleger. Lucianus beschrijft uitvoerig de ruimteslag tussen allerlei bizarre wezens. Uiteindelijk wordt vrede gesloten en gaan ze samen naar Venus. Hierna keren Lucianus en zijn reisgenoten terug naar de aarde. Maar dat is niet het einde van het verhaal. Lucianus belandt in een walvis en op het eiland der gelukzaligheid. Ze maken nog een reisje door de onderwereld, en daarna wordt het bedoelde continent bereikt, en daar sluit het verhaal af. Het wordt zorgvuldig en geloofwaardig beschreven. Lucianus suggereert een vervolg te schrijven, maar dat lijkt nooit geschreven te zijn.